# شوابنهایم ان در زلتس
شوابنهایم ان در زلتس (به آلمانی: Schwabenheim an der Selz) یک شهر در آلمان است که در ماینتس-بینگن واقع شده‌است. شوابنهایم ان در زلتس ۲٬۵۲۰ نفر جمعیت دارد.

## خواهرخوانده
شهرهای شامبول-موزینی و Minerbe خواهرخوانده‌های شوابنهایم ان در زلتس هستند.